# Das Böse ist wieder da
Das Böse ist wieder da, auch Zombie 4 – After Death oder Zombie 4 (Originaltitel: After Death (Oltre la morte)) ist ein italienischer Horrorfilm der Flora Film aus dem Jahr 1989. Das Drehbuch verfasste Rossella Drudi, während ihr Lebensgefährte Claudio Fragasso unter dem Pseudonym „Clyde Anderson“ die Regie übernahm.
Der Film wird auch als letzter Teil einer nur lose verknüpften italienischen Zombiefilm-Trilogie angesehen, die 1979 mit dem irreführenden Titel Zombi 2 begann und 1988 mit Zombie III unter der Regie von Lucio Fulci und Bruno Mattei einen Nachzügler fand.
In Das Böse ist wieder da wirkt Mattei als Executive Producer mit.

## Handlung
Auf einer abgelegenen Südseeinsel wird eine Forschungsstation errichtet, in der Wissenschaftler und Mediziner zum Wohle der Menschheit experimentieren. Die Anwesenden versuchen mit Hilfe alter Voodoo-Rezepte, ein neuartiges Allheilmittel zur Verhinderung menschlichen Zellverfalls zu erschaffen, um letztlich alle Krankheiten und den Tod zu besiegen. Bei den experimentellen Versuchsreihen nutzt man skrupellos die wehrlosen Insulaner als Probanden. Bei einem derartigen Test wird einem minderjährigen an Leukämie erkrankten Mädchen das Immunserum injiziert. Die Kleine verstirbt unerwartet. Der Vater der Toten, ein bedeutender Voodoopriester ist darüber dermaßen erbost, dass er die ganze Insel verflucht, das „Tor zur Hölle“ öffnet und die Toten als menschenfressende Bestien zu neuem Leben erweckt. Daraufhin metzeln die untoten Kreaturen, sogenannte Zombies, die Wissenschaftler und alle Anwesenden nieder. Lediglich die kleine von einem Amulett beschützte Jenny entkommt dem blutrünstigen Treiben.
Zwei Jahrzehnte später erreichen zwei voneinander getrennte Gruppen das vermeintlich idyllische Eiland, welches in jüngster Vergangenheit Schauplatz blutiger Gräueltaten war. Bereits vor dem Betreten der tropischen Insel kündigen die kannibalistischen Untoten ihre Anwesenheit an, doch die neugierigen und ahnungslosen Teams ignorieren diese Warnung.
Zum einen ergründen hier David, Chuck und Valarie die Wildnis auf der Suche nach den einst verschollenen Wissenschaftlern. Sie stoßen dabei auf eine seltsame Grotte mit Lichtern und Kerzen, sowie auf das „Buch der Toten“, das eine Zauberformel zur Erweckung von Toten enthält. Aus Leichtsinn und Unachtsamkeit aktivieren sie den magischen Voodoo-Zauber, woraufhin weitere Verstorbene sich aus den Gräbern erheben und mordlüstern dem Trio zusetzen. Trotz heftiger Gegenwehr werden David und Valarie getötet, der tapfere Chuck flüchtet.
Zum anderen strandet eine unternehmungslustige sechsköpfige Gruppe aus Söldnern und Urlaubern auf der besagten Insel, darunter auch die inzwischen erwachsene Jenny nebst triebgesteuerter Freundin Louise. Die abenteuerlustigen Besucher werden alsbald von wütenden Bestien attackiert. Ein Mitglied der Gestrandeten, Tommy, wird dabei von Zombies gebissen und verletzt. Geistesgegenwärtig flüchtet die Söldnergruppe ins Landesinnere in eine verlassene Krankenstation, an der ein Friedhof angrenzt. Hier wird der Verletzte, dessen Gesundheitszustand sich besorgniserregend verändert, notdürftig versorgt. Gleichzeitig organisiert man die Verteidigung mittels gefundener M16-Sturmgewehre. Das Krankenhaus ist aber bald von Zombies belagert.
Chuck erreicht schließlich die Krankenstation. Derweil mutiert Tommy zum Monstrum; er fällt weitere Schutzsuchende an. Ein Überlebenskampf gegen die nahezu unverwundbaren Untoten beginnt. Wilde Schießereien und heftige Attacken der Bestien führen dazu, dass sich die Anzahl der Lebenden weiter dezimiert. In dieser Lage besinnt sich Jenny urplötzlich ihrer Herkunft. Sie offenbart Chuck und den staunenden Söldnern, dass sie an dem unwirklichen Ort einst als Kleinkind mit ihren Eltern lebte. Inmitten dieser feindlichen Umgebung plant sie mit Hilfe von Chuck und dem dunkelhäutigen Dan das Tor zur Hölle mittels eines magischen Rituals zu verschließen, doch ein erster Versuch scheitert. Jenny und Chuck müssen nach weiteren Angriffen auf die inzwischen überrannte Krankenstation fliehen, während Dan in selbstmörderischer Absicht eine größere Zombieschar wirksam bekämpft. Am Ende des Films finden die einzig verbliebenen Überlebenden, Jenny und Chuck, den Eingang zur Grotte, wo Jenny in einem absurden Ritual das Tor zur Hölle verschließt, während Chuck von einem anwesenden Ungetüm getötet wird. Mit der Bereitschaft zur Opferung ihrer Seele wird das Portal schließlich geschlossen, sie selbst wählt in dem etwas unklaren Ende ein Leben fernab menschlicher Existenz.

## Hintergründe
Die Filmaufnahmen fanden fast ausschließlich auf den Philippinen statt.
Das Werk kam am 27. Juli 1990 in den italienischen Verleih. Am 15. Dezember 1989 erfolgte die deutsche Erstauswertung auf Video, allerdings nur in einer drastisch zensierten Schnittfassung.

## Kritiken
Das Lexikon des internationalen Films schrieb, der Film sei ein „primitiver Horrorfilm nach den üblichen geschmacklosen Mustern.“